# Lyssomanes antillanus
Lyssomanes antillanus är en spindelart som beskrevs av Peckham, Peckham, Wheeler 1889. Lyssomanes antillanus ingår i släktet Lyssomanes och familjen hoppspindlar. Inga underarter finns listade i Catalogue of Life.